# Ministère de l'Habitat, de l’Urbanisme et de la Ville
Le ministère de l'Habitat, de l’Urbanisme et de la Ville (MHUV) est un ministère du gouvernement algérien chargé de la mise en œuvre de la politique nationale en matière d'habitat, d'urbanisme et de développement de la ville en Algérie.

## Historique
Le ministère de l'Habitat, de l’Urbanisme et de la Ville a été créé dans le cadre d'une restructuration gouvernementale visant à renforcer les politiques de développement urbain et à améliorer les conditions de vie des citoyens en Algérie.

## Missions
- La mise en place de la politique nationale de l'habitat, de l'urbanisme et de la ville ;
- La planification, la réglementation et le contrôle de l'urbanisation sur l'ensemble du territoire national ;
- La mise en place d'une politique de construction de logements et de développement urbain en faveur des citoyens ;
- L'amélioration des conditions de vie des habitants des zones urbaines, notamment par la mise en place de services de proximité ;
- La préservation du patrimoine architectural et culturel des villes algériennes.

## Projets et réalisations
Le ministère de l'Habitat, de l’Urbanisme et de la Ville a réalisé plusieurs projets et programmes de développement urbain en Algérie, notamment dans le cadre du plan quinquennal de développement économique et social en cours (2015-2019).
Parmi les projets phares figurent la construction de nouveaux logements sociaux, la réhabilitation et la rénovation des quartiers anciens, la construction de centres commerciaux et de complexes sportifs, ainsi que la mise en place de programmes de développement des zones industrielles.
À partir de la fin 2023 un nouveau ministére a commencé à être construit dans la commune de Dely ibrahim wilaya d'alger, ce bâtiment aura pour hauteur 125 m (plus haut d'algérie en dehors de Djamaâ El-Djazaïr) construit en R+23 (+ 5  sous sols)  et avec un espace d'observation à son sommet.

### Nouvelles villes
- Ville de Boughezoul (potentiellement la futur capitale administrative) 
- Ville de Hassi massoud
- Ville de Sidi Abdellah (Alger) 
- Ville de Bouinan (Blida) 

## Liste
| N° | Période        | Ministire              |
| -- | -------------- | ---------------------- |
| 1  | 1982-1984      | Ahmed Ali Ghazali      |
| 2  | 2001-2002      | Abdelmadjid Tebboune   |
| 3  | 2002-2007      | Mohamed Nadir Hamimid  |
| 4  | 2007-2012      | Noureddine Moussa      |
| 5  | 2012-2017      | Abdelmadjid Tebboune   |
| 6  | Mai-août 2017  | Youcef Cherfa          |
| 7  | 2017-2019      | Abdelwahid Temmar      |
| 8  | 2019-2020      | Kamel Beldjoud         |
| 9  | 2020-2021      | Kamel Nasri            |
| 10 | 2021 - Present | Mohamed Tarek Belaribi |

| Identité                            | Période         | Période  | Durée                     |
| Identité                            | Début           | Fin      | Durée                     |
| ----------------------------------- | --------------- | -------- | ------------------------- |
| Mohamed Tarek Belaribi (né en 1972) | 22 février 2021 | En cours | 4 ans, 3 mois et 11 jours |